# Remijia paniculata
Remijia paniculata är en måreväxtart som beskrevs av Dc.. Remijia paniculata ingår i släktet Remijia och familjen måreväxter. Inga underarter finns listade i Catalogue of Life.